# Länsväg 211
Länsväg 211 är en primär länsväg i Östergötlands län. Den förbinder riksväg 34 vid Borensberg med riksväg 51 söder om Hjortkvarn. Denna vägsträcka är 31 km lång och går helt i Motala kommun och passerar tätorten Tjällmo. 

Länsväg 211 är i praktiken en del av huvudvägen mellan Örebro och Linköping tillsammans med riksväg 51 och riksväg 34.
Sträckan mellan riksväg 34 vid Borensberg och fram till Tjällmo är dë första 4 kilometerna fram till Olivehults vägskäl mycket smal och krokig, medan delen norr om Tjällmo fram till riksväg 51 har en betydligt rakare sträckning.

## Historia
Väg 211 har gått precis längs dagens sträckning sedan vägnummer infördes på 1940-talet, men fram till 1985 fortsatte länsväg 211 söderut till Skänninge. Den sistnämnda sträckan är idag Östergötlands länsväg 1006, dvs övrig länsväg.